# دامداری عشایری
دامداری عشایری شکلی از دامداری است که در آن دام‌ها برای یافتن مراتع تازه برای چرا جابجا می‌شوند. عشایر واقعی از الگوی حرکتی نامنظّم پیروی می‌کنند، ولی رمه‌گردانان مراتع فصلی ثابتی دارند. با این حال، این تمایز اغلب مورد توجّه نیست و اصطلاح «عشایر» برای هر دو مورد استفاده قرار می‌گیرد – و در بحث‌های تاریخی نیز، منظم بودن یا نبودن جابجایی‌ها اغلب قابل شناسایی نیست. دام‌ها در این شیوه از دامپروری ممکن است شامل گاو، گاومیش، بز، لاما، غژگاو، گوسفند، گوزن شمالی، اسب، خر یا شتر یا مخلوطی از گونه‌ها باشد. دامداری عشایری معمولاً در مناطقی با زمین قابل کشت کم انجام می‌شود و معمولاً در کشورهای در حال توسعه، به ویژه در زمین‌های استپی در شمال منطقه کشاورزی اوراسیا رایج است.
از حدود ۳۰ تا ۴۰ میلیون نفر عشایر دامدار در سراسر جهان، بیشتر آنها در آسیای مرکزی و منطقه ساحل صحرا و غرب آفریقا، مانند فولانی، طوارق و توبو، و برخی نیز در خاورمیانه، مانند بادیه‌نشینان عرب و در سایر نقاط آفریقا مانند نیجریه و سومالی هستند. افزایش تعداد دام‌ها ممکن است منجر به چرای بی‌رویه منطقه و بیابان‌زایی شود و مهلت کافی بین یک دوره چرا و دورهٔ بعدی به زمین برای بازیابی داده نشود. افزایش محدودسازی و حصارکشی زمین، میزان چراگاه‌ها برای این عمل را کاهش داده‌است.
دربارهٔ میزان تأثیر عوامل مختلف تخریب بر چراگاه‌ها قطعیت وجود ندارد. علل مختلفی شناسایی شده‌است که شامل چرای بیش از حد، استخراج معادن، افزایش کشاورزی، آفات، نوع خاک، فعالیت‌های زمین ساختی و تغییرات آب و هوایی می‌شود. افزون بر آن، گفته می‌شود که برخی از آنها مانند چرای بی‌رویه و تعداد بالای دام ممکن است بیش از میزان واقعیشان مورد توجه باشند، در حالی که برخی عوامل دیگر مانند تغییرات آب‌وهوایی، استخراج معادن و کشاورزی ممکن است کمتر برجسته شوند. در این زمینه، همچنین عدم اطمینان در مورد تأثیر طولانی مدّت رفتار انسان بر چراگاه در مقایسه با عوامل غیر زنده وجود دارد.

## الگوی عشایری در فصل

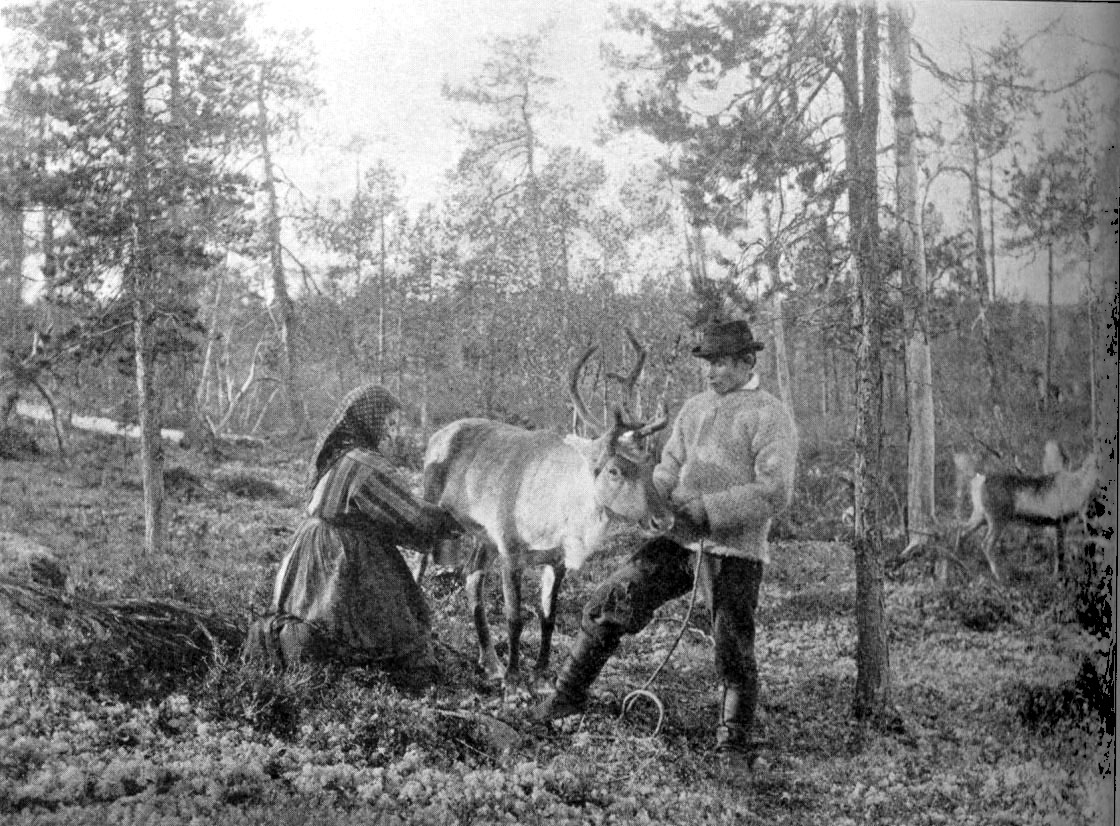
دوشیدن گوزن شمالی در جنگل؛ فینمارک غربی، اواخر دهه ۱۸۰۰

اغلب گروه‌های عشایری سنتی در یک الگوی فصلی منظّم جابجایی، رمه‌گردانی می‌کنند. نمونه‌ای از چرخهٔ عشایری عادّی در نیمکرهٔ شمالی به این شکل است:
- بهار - دورهٔ جابجایی
- تابستان - فلات‌های مرتفع‌تر (ییلاق)
- پاییز - دورهٔ جابجایی
- زمستان - دشت‌های بیابانی.[۳] (قشلاق)

حرکت در این مثال حدود ۱۸۰ تا ۲۰۰ کیلومتر است. هر سال در مکان‌های مشخصی استقرار موقّت، مثل برپایی چادر، انجام می‌شود. اغلب پناهگاه‌های نیمه دائمی نیز حدّاقل در یک مکان مشخّص در این مسیر کوچ ساخته می‌شود.
در دیگر مناطق مانند چاد، چرخهٔ دامداری عشایری به شرح زیر است:
- در فصل بارندگی، گروه‌ها در روستایی زندگی می‌کنند که برای اقامت راحت در نظر گرفته شده‌است. روستاها اغلب از مواد محکمی مثل خاک رس ساخته شده‌اند. کهنسالان معمولاً زمانی که دیگران در فصل خشکسالی گله‌ها را جابجا می‌کنند در این روستاها می‌مانند.
- در فصل خشک، مردم گله‌های خود را با ویژگی موقتی تر به روستاهای جنوبی می‌برند. سپس به سرزمین‌های داخل می‌روند و در چادر اقامت می‌کنند.

در چاد به روستاهای مقاوم هیله، به روستاهای کم استحکام دانکهوت و چادرها فریک می‌گویند.